# 土耳其国铁E8000型电力动车组
E8000型电力动车组是土耳其国家铁路（TCDD）使用的第一种电力动车组，由法国阿尔斯通公司设计制造，于1955年开始交付土耳其国铁使用，至2011年全面退役。

## 历史
1950年代初，土耳其国家铁路决定在伊斯坦布尔的一段总长约28公里的近郊铁路（錫爾凱吉至哈勒卡伊区段）首先实现电气化和通勤化，并从法国引进在当时尚属最为先进的25千伏50赫兹工频单相交流电气化设备。电气化改造于1955年完成，土耳其国铁并为此向法国阿尔斯通公司订购了3台E4000型电力机车和18组E8000型电力动车组，电力动车组为近郊通勤列车的主力，而电力机车主要用于取代蒸汽机车牵引长途旅客列车。E8000型电力动车组由法国多家铁路车辆制造商联合设计制造，其中阿尔斯通公司负责列车总体研究，并提供牵引电动机、转向架、充电装置、空气压缩机等辅助设备。热蒙公司（Jeumont）负责安装电气设备，而迪特里希公司（De Dietrich & Cie）提供车厢钢结构和内部装饰。

## 技术特点
E8000型电力动车组是交—交流电传动的电力动车组，每组列车由2辆动车、1辆中间拖车组成，多组列车可以连挂运行。列车适用于供电制式为25千伏50赫兹工频单相交流电的电气化铁路，牵引主电路较为简单，采用“热蒙-海德曼”式凸轮轴调压装置、阿尔斯通TAM 639型单相整流子牵引电动机，单台电机额定功率为275千瓦，电机采用抱轴式半悬挂安装方式。列车牵引功率为1100千瓦，最高运行速度为90公里/小时。